# Dolichopeza (Trichodolichopeza) fluminis
Dolichopeza (Trichodolichopeza) fluminis is een tweevleugelige uit de familie langpootmuggen (Tipulidae). De soort komt voor in het Afrotropisch gebied.